# Walter Capozucchi
Walter Aldo Capozucchi (San Isidro, Provincia de Buenos Aires, Argentina, 7 de febrero de 1967) es un exfutbolista argentino. Jugaba de mediocampista defensivo y militó en diversos clubes de Argentina, Chile y Guatemala. Es considerado como un ídolo en Platense, club donde inició y terminó su carrera como futbolista profesional.

## Clubes
| Club                 | País        | Año       |
| -------------------- | ----------- | --------- |
| Platense             | Argentina   | 1986-1990 |
| Atlético Tucumán     | Argentina   | 1991-1993 |
| All Boys             | Argentina   | 1993-1994 |
| Everton              | Chile       | 1994-1995 |
| Sportivo Italiano    | Argentina   | 1996      |
| Los Andes            | Argentina   | 1997      |
| Comunicaciones       | Guatemala   | 1998      |
| Juventud Escuintleca | Guatemala   | 1999      |
| Escuintla FC         | Guatemala   | 2000      |
| San Luis             | El Salvador | 2000-2001 |
| Platense             | Argentina   | 2001-2003 |